# (858) El Djezaïr
(858) El Djezaïr ist ein Asteroid des Hauptgürtels, der am 26. Mai 1916 von Frédéric Sy in Algier entdeckt wurde.
Benannt ist der Asteroid nach dem arabischen Namen der Stadt Algier, wo er auch entdeckt wurde.